# 莱斯曼·帕雷德斯
莱斯曼·帕雷德斯·蒙塔尼奥（西班牙語：Lesman Paredes Montaño，1996年3月5日—），哥伦比亚、巴林举重运动员，2021年世界举重锦标赛男子96公斤级金牌得主、2022年世界举重锦标赛男子96公斤级金牌得主。